# مدیاکام
مدیاکام (انگلیسی: Mediacom) شرکت مخابرات آمریکایی است، که در سال ۱۹۹۵ تأسیس شد.